# Кюнерт, Эрнст Густав
Эрнст Гу́став Кю́нерт (эст. Ernst Gustav Kühnert; 9 [21] января 1885, Ревель — 14 сентября 1961, Любек, Шлезвиг-Гольштейн) — эстонский архитектор немецкого происхождения.

## Биография
Отец Эрнста Густава Кюнерта, Генрих Кюнерт (1848—1904), был главным лесничим Ревеля.
Первоначальное образование Эрнст Кюнерт получил в Ревельском Петровском реальном училище. Затем с 1902 по 1905 год учился в Рижском политехническом институте, а в 1906—1908 годах — в Политехническом университете Дрездена. В 1910—1912 годах Кюнерт работал в частном архитектурном бюро в Киле, а с 1912 года — в Ревеле (с перерывом в 1914—1918 гг.). Одной из первых работ Кюнерта в Эстонии было главное здание мызы Сяэзе (эст. Sääse mõis) в деревне Пыдрангу (в советское время использовалось как контора совхоза «Пыдрангу», к настоящему времени разрушено).
В 1939 году, как многие балтийские немцы, был вынужден переехать из Эстонии в Германию, поселился в Познани. В 1941 году был мобилизован на обязательную строительную службу и возглавил Строительный отдел Таллинского технического департамента, подчинявшийся Центральному техническому управлению рейхскомиссариата «Остланд». Руководитель рейхскомиссариата «Остланд» Альфред Розенберг в своём дневнике в конце 1941 года отметил, что «Кюнерт должен стать главой отдела высотного строительства в Эстонии». 
Был членом Национал-социалистической немецкой рабочей партии, имел звание вице-фельдфебель. 
В 1945 году Кюнерт снова уехал в Германию, поселился в Любеке. Работал как свободный художник.
Был дважды женат. Умер в Любеке. Его сын Вильгельм Кюнерт пожертвовал один из его рисунков и несколько семейных фотографий Эстонскому архитектурному музею.

## Творчество
Самым активным периодом в творчестве Кюнерта были 1920-е годы. В то время любимыми стилями Кюнерта были необидермайер и необарокко. В 1930-х годах его работы приобрели черты функционализма. 
В числе работ Кюнерта такие частные, коммерческие и религиозные здания, как немецкая школа в Раквере, лютеранские церкви в Кунда, Пайде и деревне Хеймтали; здание посольства Германии в Таллине, квартирные жилые дома на улице Тёэстузе в Таллине. 
Занимался восстановлением и реконструкцией ряда зданий в историческом Старом городе Таллина, одно из которых — здание гильдии Святого Олафа (улица Пикк, д. 24). Многие из этих зданий рассматриваются как примеры смешения стиля модерн с традиционной архитектурой Эстонии. Занимался также реконструкциями церкви Святого Духа, Домской церкви и комплекса зданий ордена Черноголовых. 
Совместно с Робертом Натусом Кюнерт разработал генеральный план Нымме (1926—1927) и план застройки садового городка Меривялья (1924—1925).

## Галерея
- Проекты Эрнста Кюнерта
- Здание мызы Сяэзе в Пыдрангу
- Таллин, ул. Пикк, д. 4/6/8 (1920)
- Таллин, ул. Татари 1 (1921)
- Таллин, ул. П. Сюда 2 (1932)
- Таллин, улица П. Сюда 3 (1932)
- Немецкая лютеранская церковь святого Петра в деревне Хеймтали